# Делень (Олт)
Делень, Делені (рум. Deleni) — село у повіті Олт в Румунії. Входить до складу комуни Теслуй.
Село розташоване на відстані 138 км на захід від Бухареста, 15 км на північ від Слатіни, 51 км на північний схід від Крайови.

## Населення
За даними перепису населення 2002 року у селі проживала 541 особа, з них 540 осіб (99,8%) румунів. Усі жителі села рідною мовою назвали румунську.